# Liste des parcs et jardins de Bruxelles

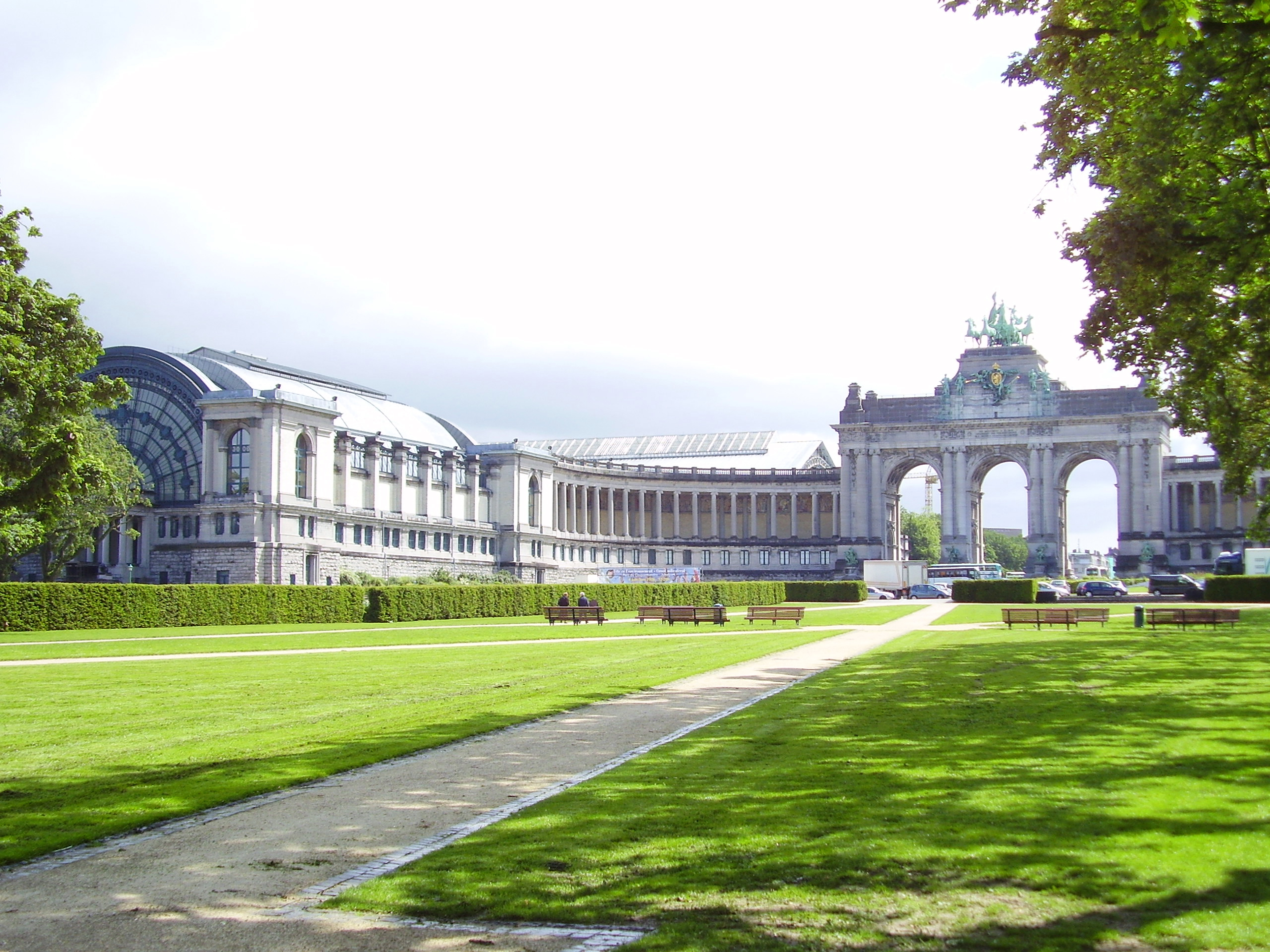
Parc du Cinquantenaire, Bruxelles-ville.

Cet article établit la liste des parcs et jardins de la région de Bruxelles-Capitale, classés par commune.
Un parc ou un jardin situé sur plusieurs communes, sera classé uniquement dans la commune qui en possède la plus grande superficie.

## Anderlecht

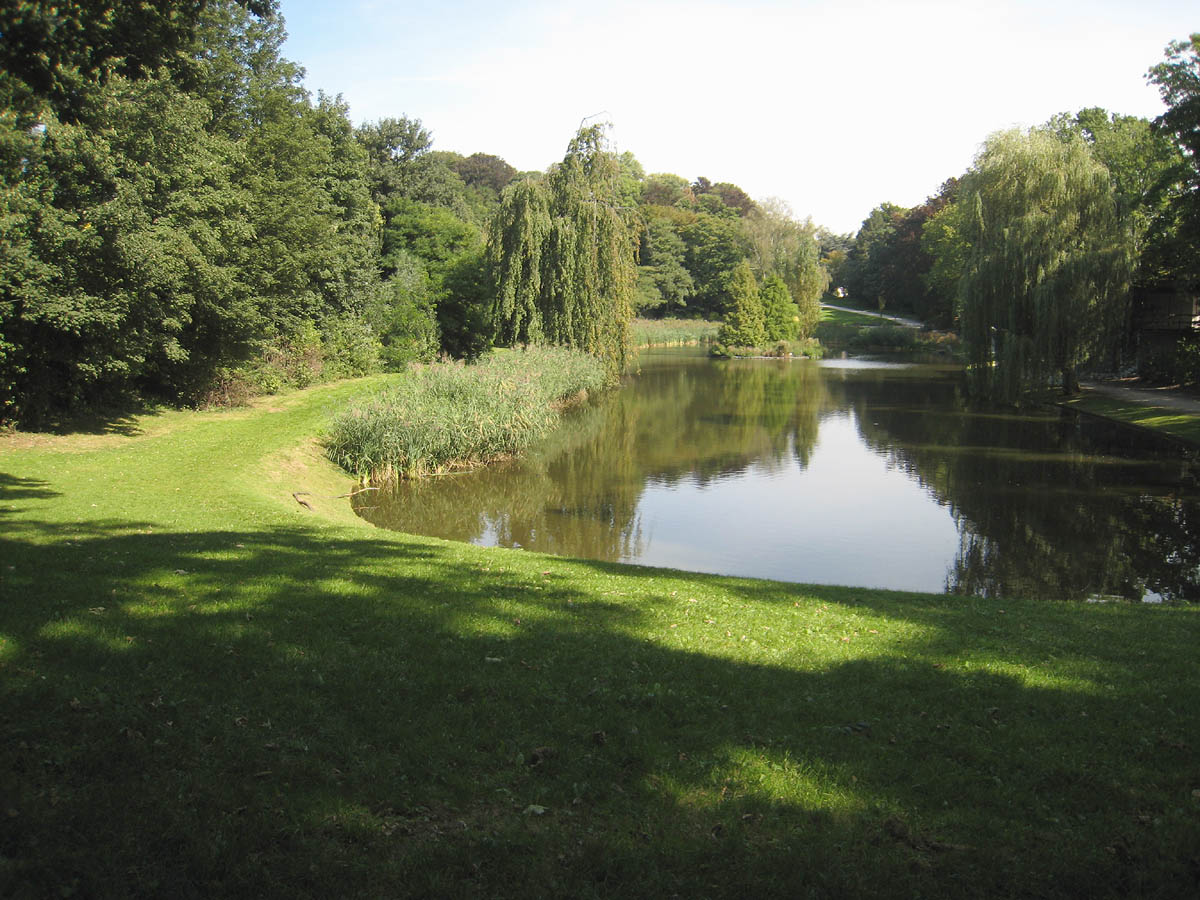
Parc Astrid

- Parc Astrid dans le quartier du Meir
- Parc du Busselenberg dans le quartier de Veeweyde
- Parc central dans le quartier d'Aumale
- Parc des Colombophiles dans le quartier de La Roue
- Parc Crickx dans le quartier de Cureghem
- Parc des Étangs dans le quartier des étangs - M. Carême
- Parc Forestier dans le quartier de Scheut
- Parc Jean Vives dans le quartier des étangs - M. Carême
- Parc de la Pede dans le domaine de Neerpede
- Parc Rauter dans le quartier de Biestebroek
- Parc de la Rosée dans le quartier de Cureghem
- Parc de Scherdemael dans le quartier de Scherdemael
- Parc de Scheutveld dans le quartier de Scheutveld
- Parc du stade communal dans le quartier de Veeweyde
- Parc de Peterbos dans la cité de Peterbos
- Jardin du cimetière dans le quartier du Vogelenzang
- Jardin de la Maison d'Érasme dans le quartier d'Aumale

## Auderghem

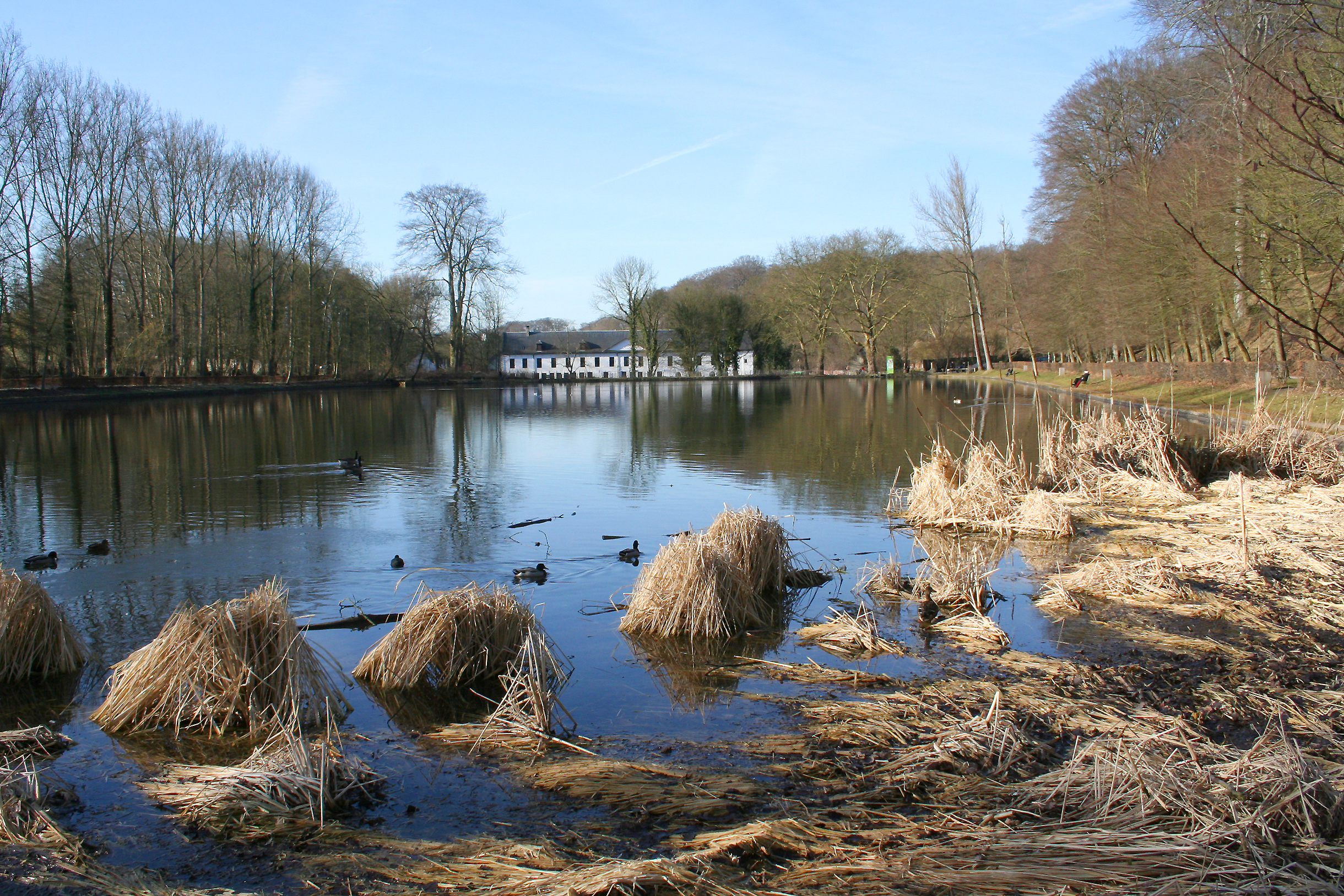
Rouge-Cloître

- Parc du Bergoje
- Jardin botanique Jean Massart
- Parc Luxor
- Site du Rouge-Cloître
- Parc Seny
- Valduchesse

## Berchem-Sainte-Agathe
- Bois du Wilder
- Réserve naturelle du Kattebroek
- Réserve naturelle du Zavelenberg

## Bruxelles-ville

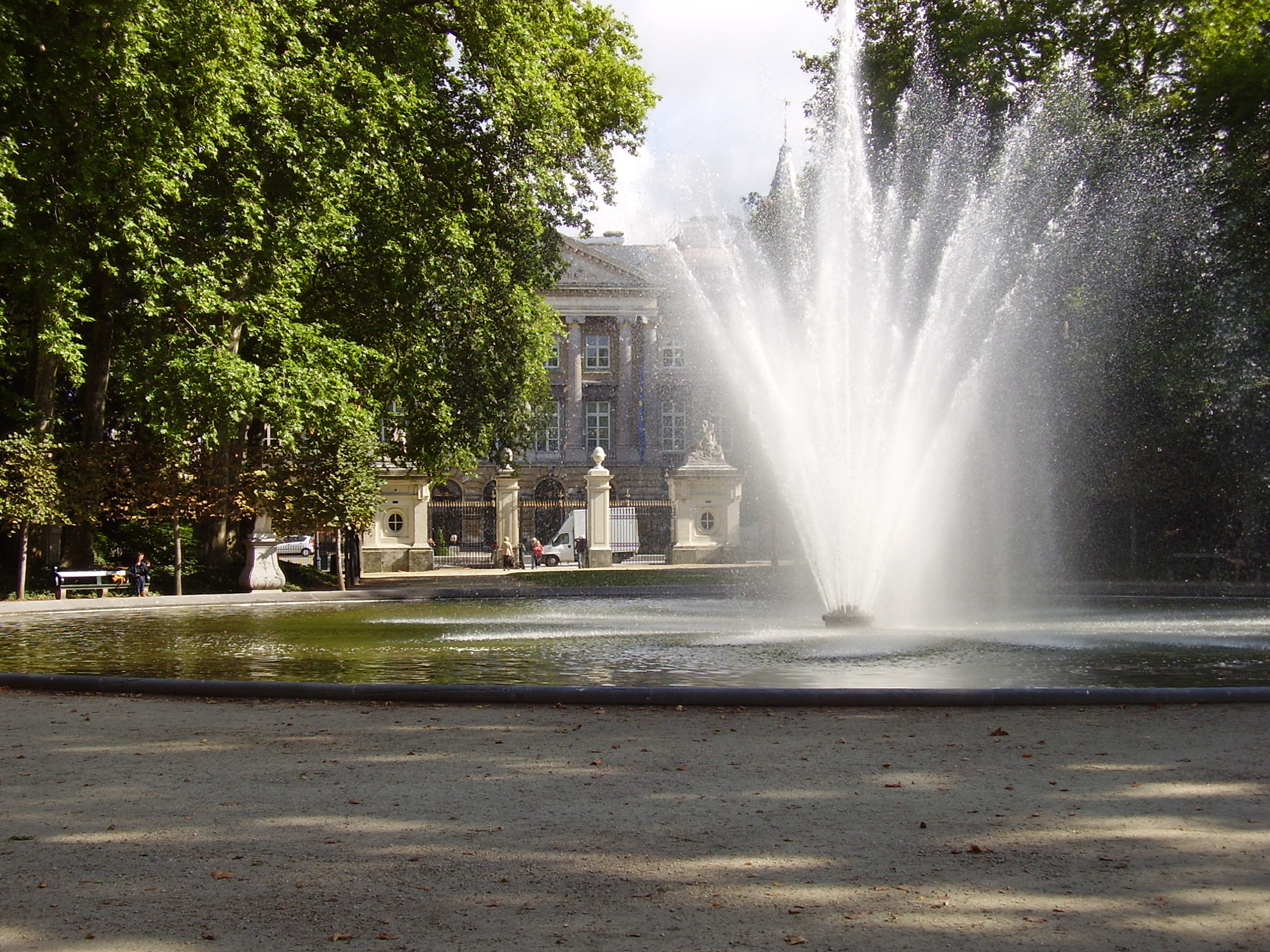
Parc de Bruxelles

- Mont des Arts
- Parc de Bruxelles
- Parc d'Egmont
- Parc Fontainas
- Parc Maximilien
- Jardin du Petit Sablon
- Parc de la Porte de Hal

### Extension Est
- Jardin de la vallée du Maelbeek
- Parc du Cinquantenaire
- Square Frère-Orban
- Parc Léopold

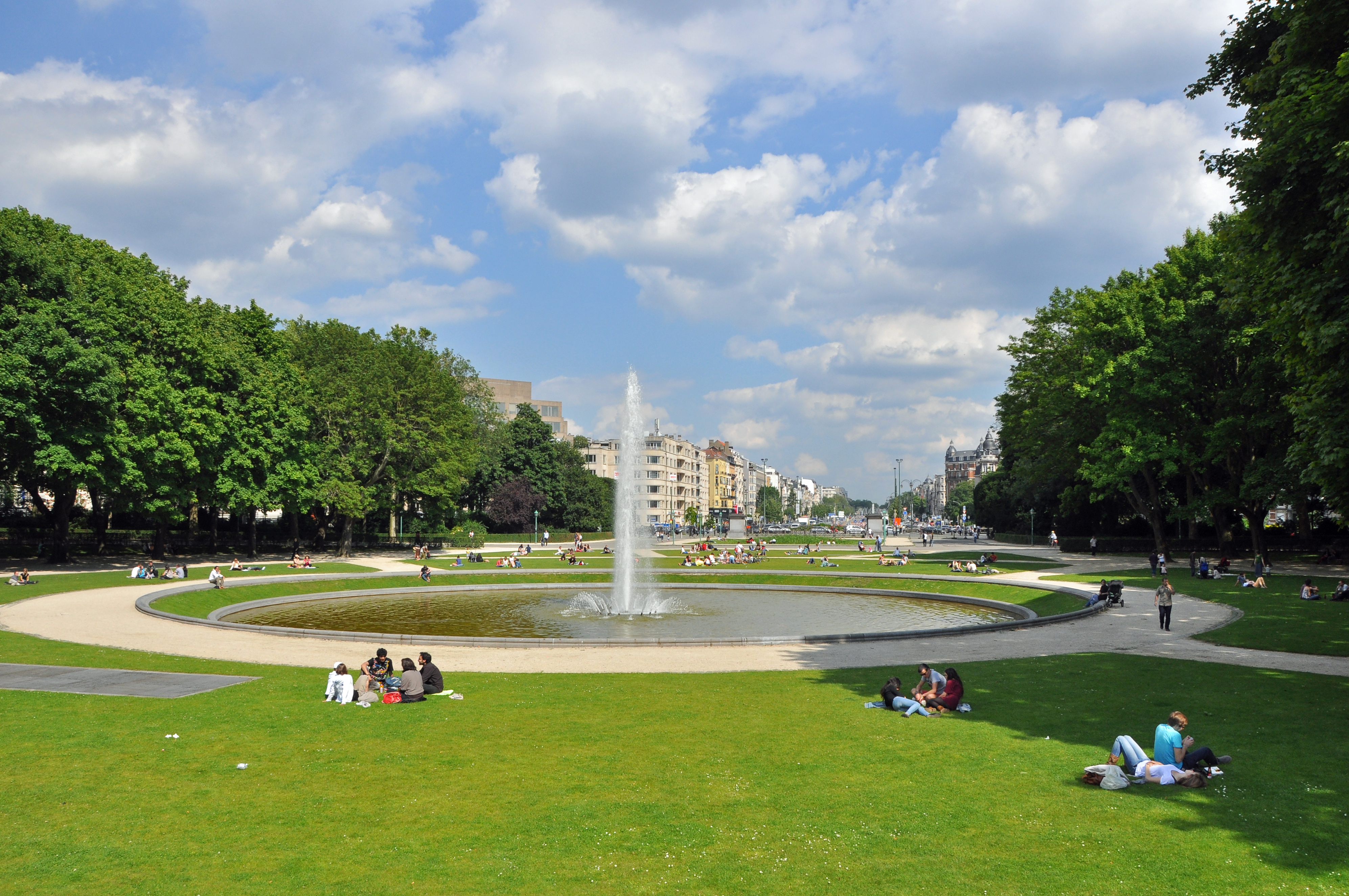
Parc du Cinquantenaire

- Squares Marie-Louise, Ambiorix, Palmerson, Marguerite et Gutenberg
- Square de Meeûs (partie nord)
- Parc de la Senne

### Extension Sud

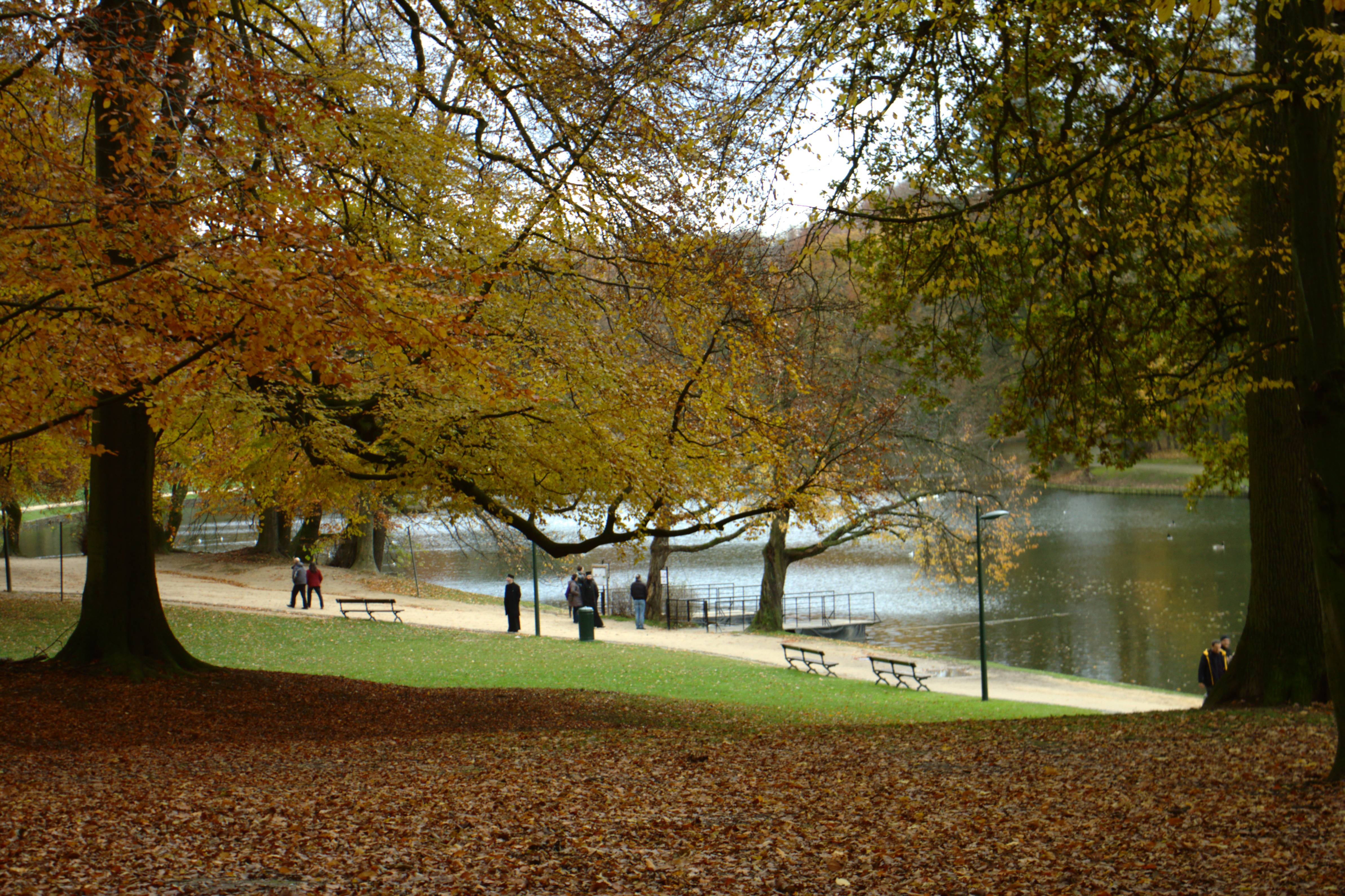
Bois de la Cambre

- Jardin de l'Abbaye de la Cambre
- Bois de la Cambre
- Jardin du Roi

### Haren
- Parc Arthur Maes
- Parc de Haren

### Laeken
- Parc de Laeken
- Serres royales de Laeken

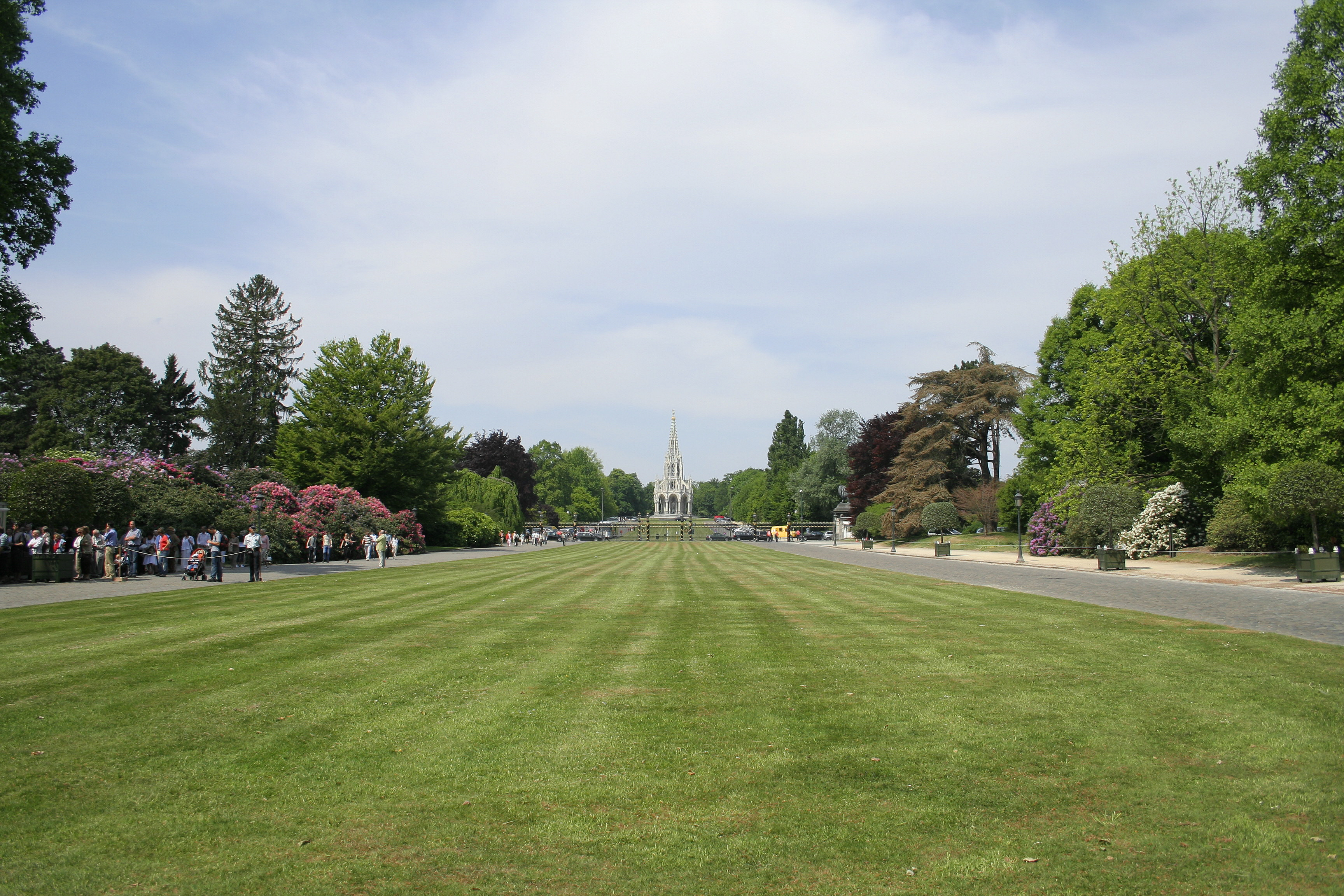
Parc de Laeken

- Jardins du Fleuriste du Stuyvenberg
- Parc Tour et Taxis
- Parc d'Osseghem
- Jardin du Pavillon chinois
- Square Prince Léopold
- Square du 21 Juillet
- Parc Annie Cordy

### Neder-Over-Heembeek
- Parc Meudon
- Parc de Heembeek
- Bûûmparck Van Praet

## Etterbeek
- Jardin de Fontenay-sous-Bois
- Jardin Jean-Félix Hap

## Evere
- Parc du Bon Pasteur
- Parc du Doolegt
- Moeraske

## Forest
- Parc de l'Abbaye de Forest
- Parc Jacques Brel
- Parc Duden
- Parc de Forest

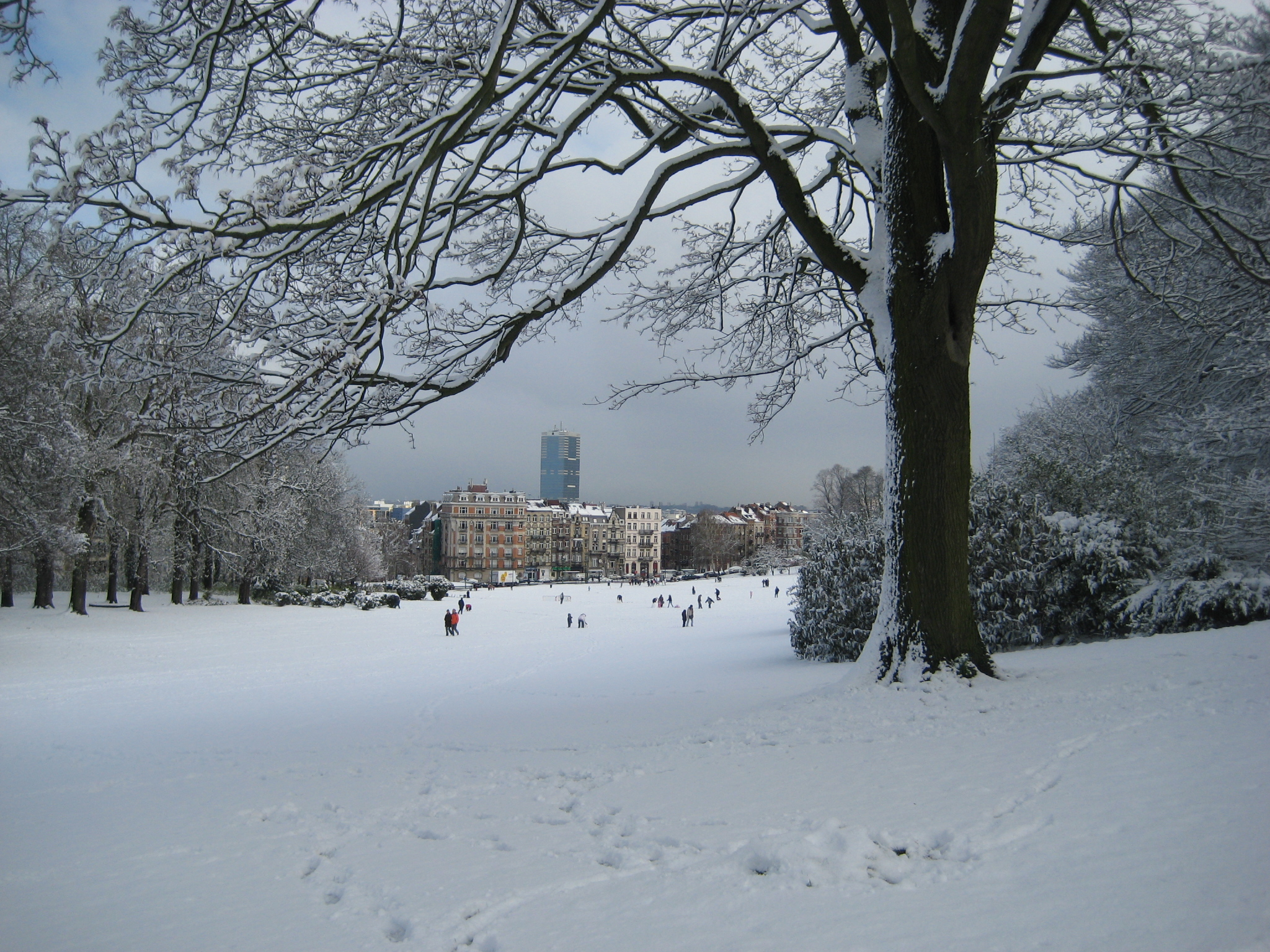
Parc de Forest

- Parc Abbé Froidure (aussi Ixelles)

## Ganshoren
- Parc des Marais de Ganshoren

## Ixelles

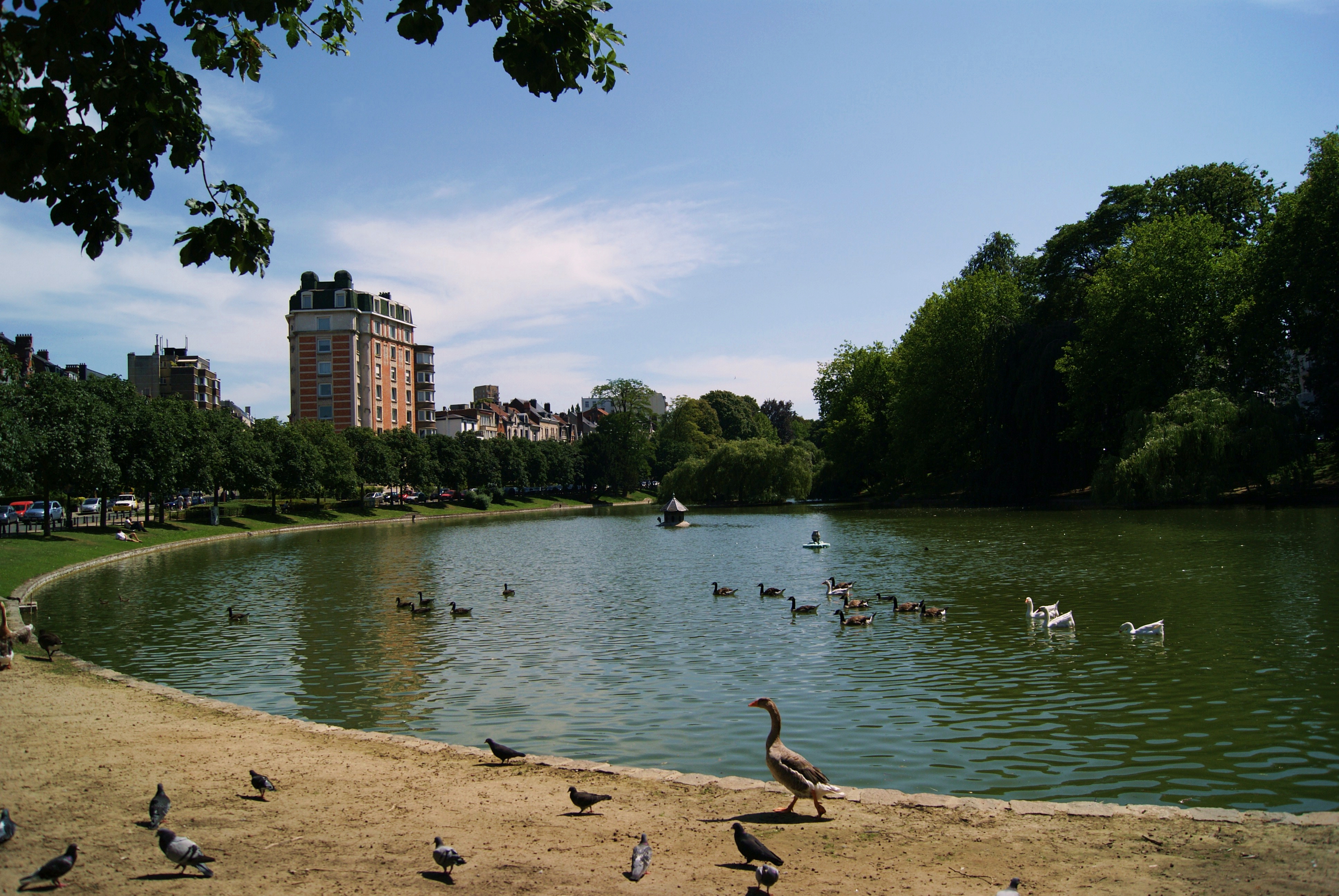
Étangs d'Ixelles

- Place de Carl
- Bois des Commères
- Parc des Étangs d'Ixelles
- Parc Faider
- Parc Abbé Froidure (aussi Forest)
- Parc Jadot
- Parc Malibran
- Square de Meeûs (partie sud)
- Parc Tenbosch
- Parc du Viaduc

## Jette

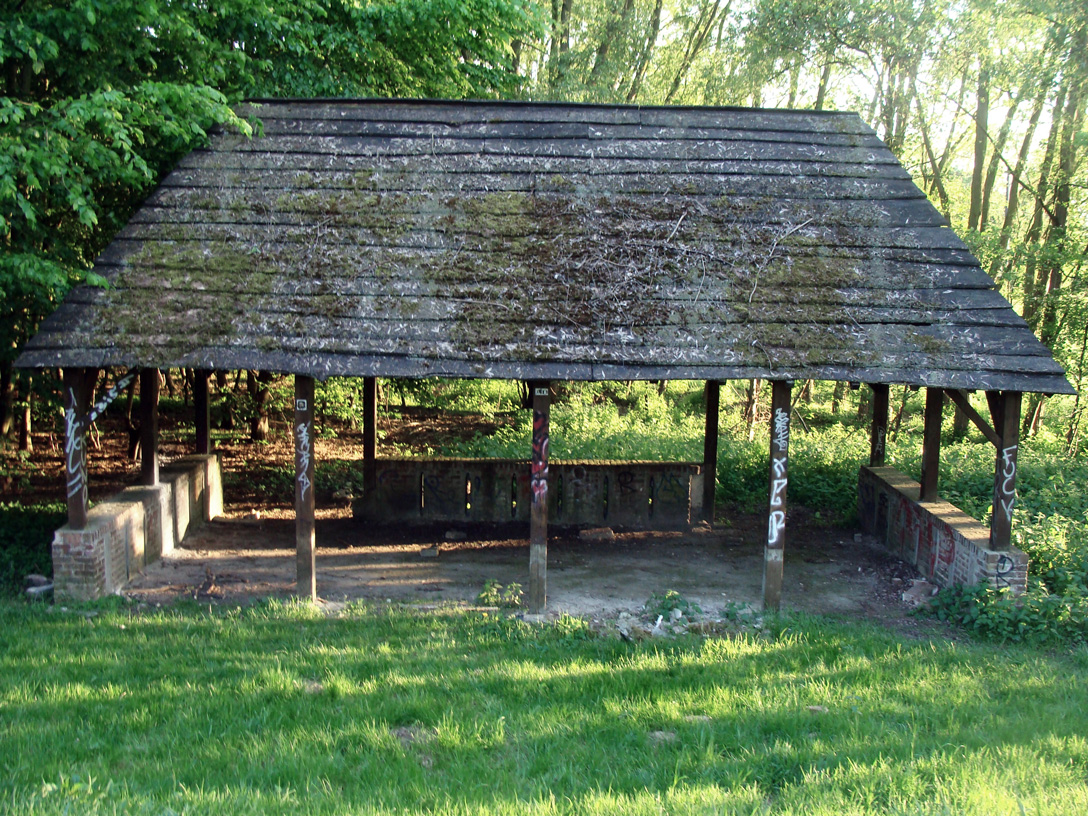
Bois du Laerbeek

- Bois de Dieleghem
- Parc Garcet
- Parc Huybrechts
- Parc de la Jeunesse
- Bois du Laerbeek
- Réserve naturelle du Poelbosch
- Parc Roi Baudouin
- Parc Titeca

## Koekelberg
- Parc Élisabeth

## Molenbeek-Saint-Jean

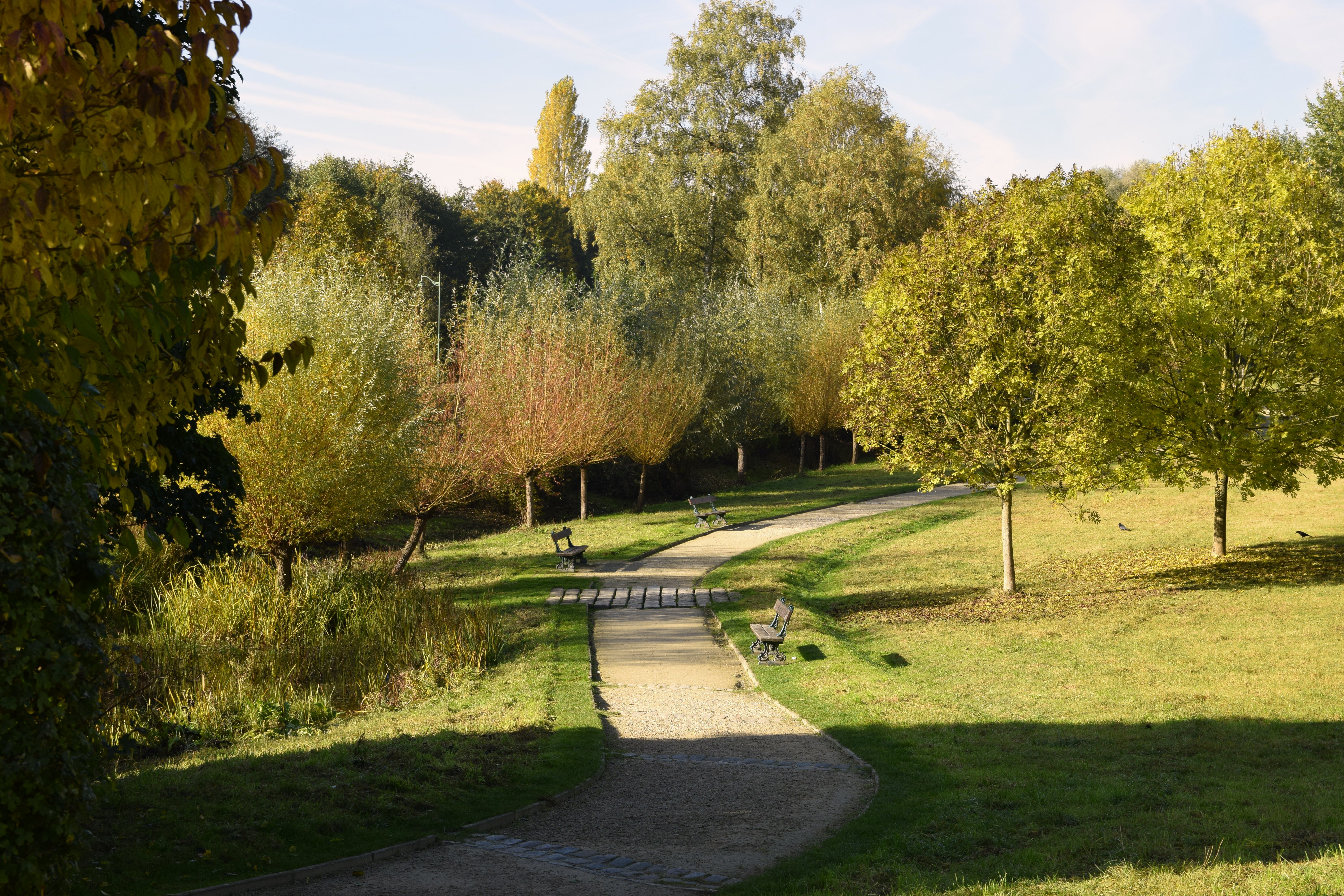
Scheutbos

- Parc de la Fonderie
- Parc du Karreveld
- Parc Marie-José
- Parc des Muses
- Parc régional du Scheutbos

## Saint-Gilles
- Parc de Forest
- Jardin Fontainas
- Jardin Hôtel des Monnaies
- Parc Pierre Paulus

## Saint-Josse-ten-Noode

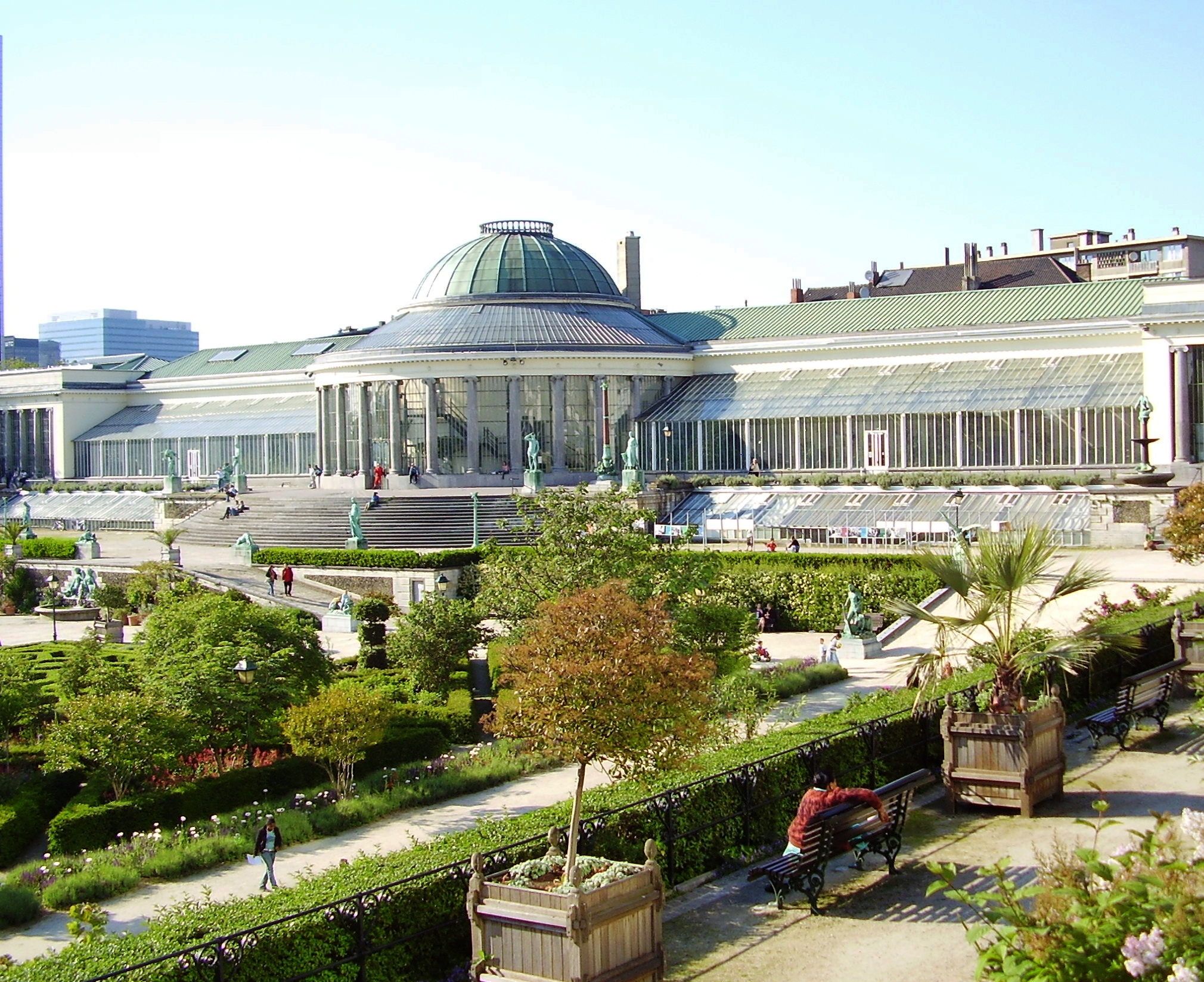
Le Botanique

- Jardin Botanique
- Square Félix Delhaye
- Square Henri Frick
- Square Armand Steurs

## Schaerbeek
- Parc Albert Ier
- Parc Gaucheret

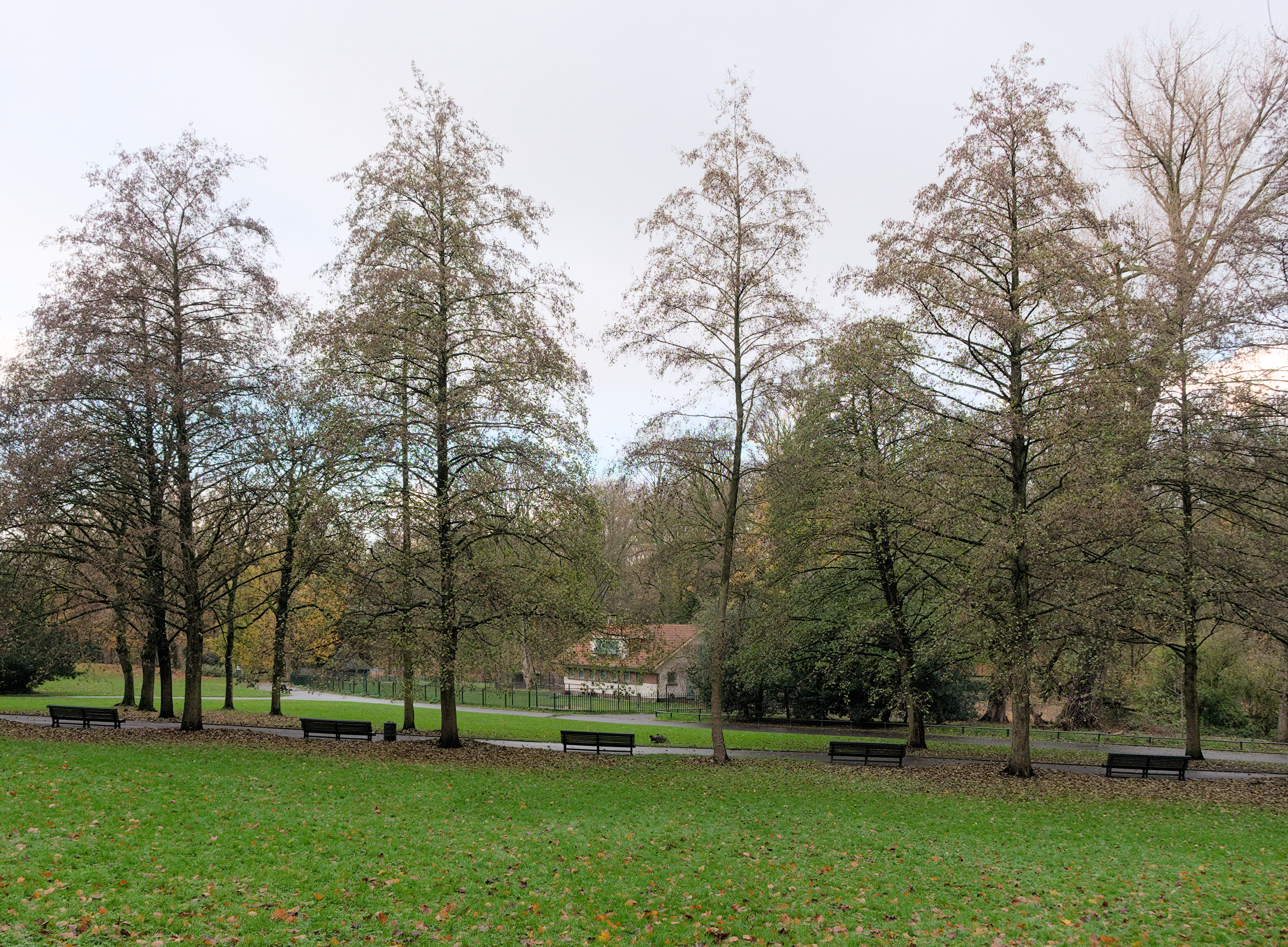
Parc Josaphat

- Square de l'avenue Huart Hamoir et Square François Riga
- Parc Josaphat
- Parc Lacroix
- Parc Rasquinet
- Parc Reine-Verte
- Parc de la Senne
- Parc Wahis
- Parc Walckiers

## Uccle

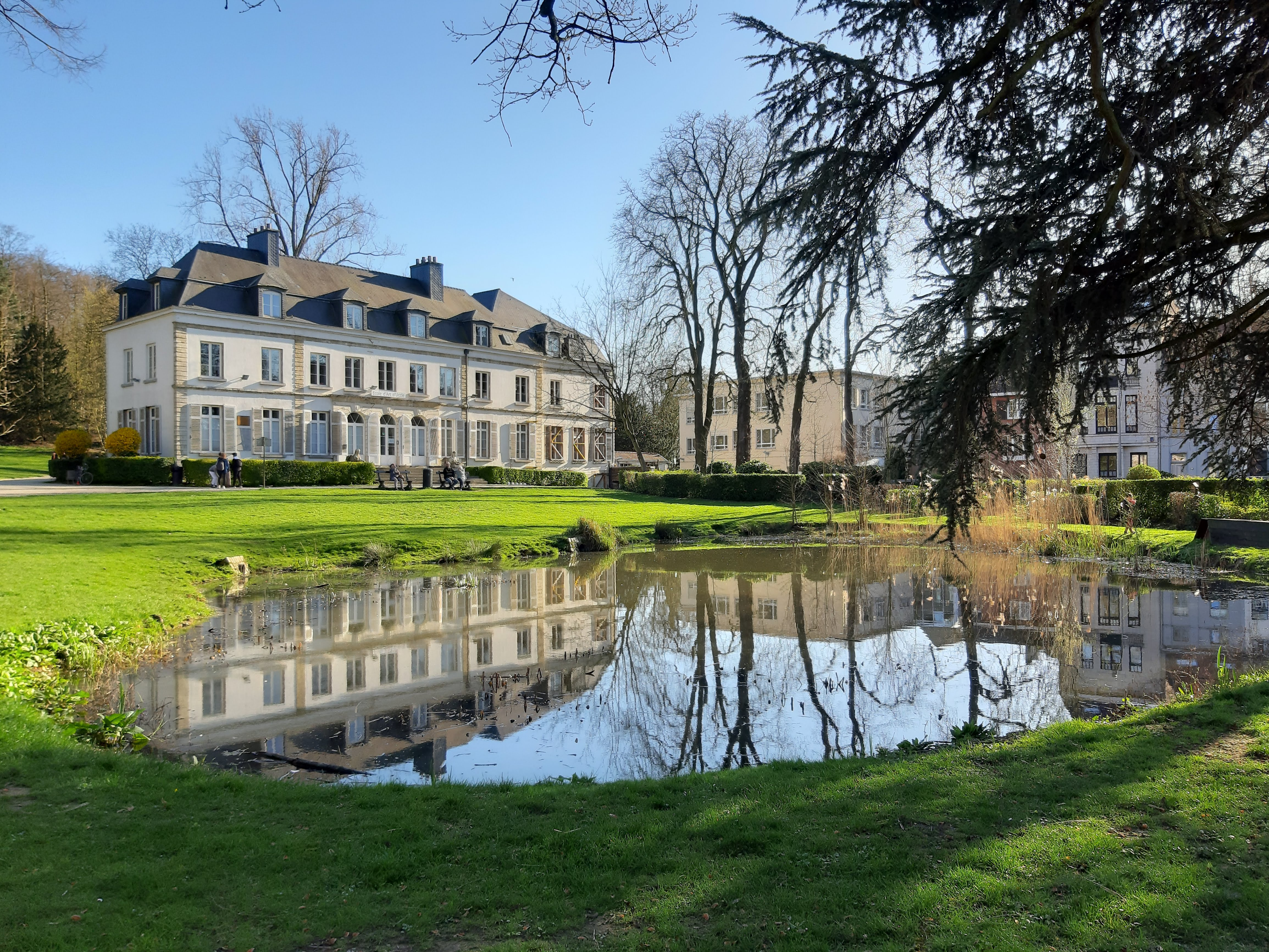
Parc du Wolvendael

- Parc Brugmann
- Plateau Avijl
- Parc Fond’Roy
- Kauwberg
- Parc Montjoie
- Parc Raspail
- Parc de la Sauvagère
- Jardin Van Buuren
- Parc du Wolvendael

## Watermael-Boitsfort

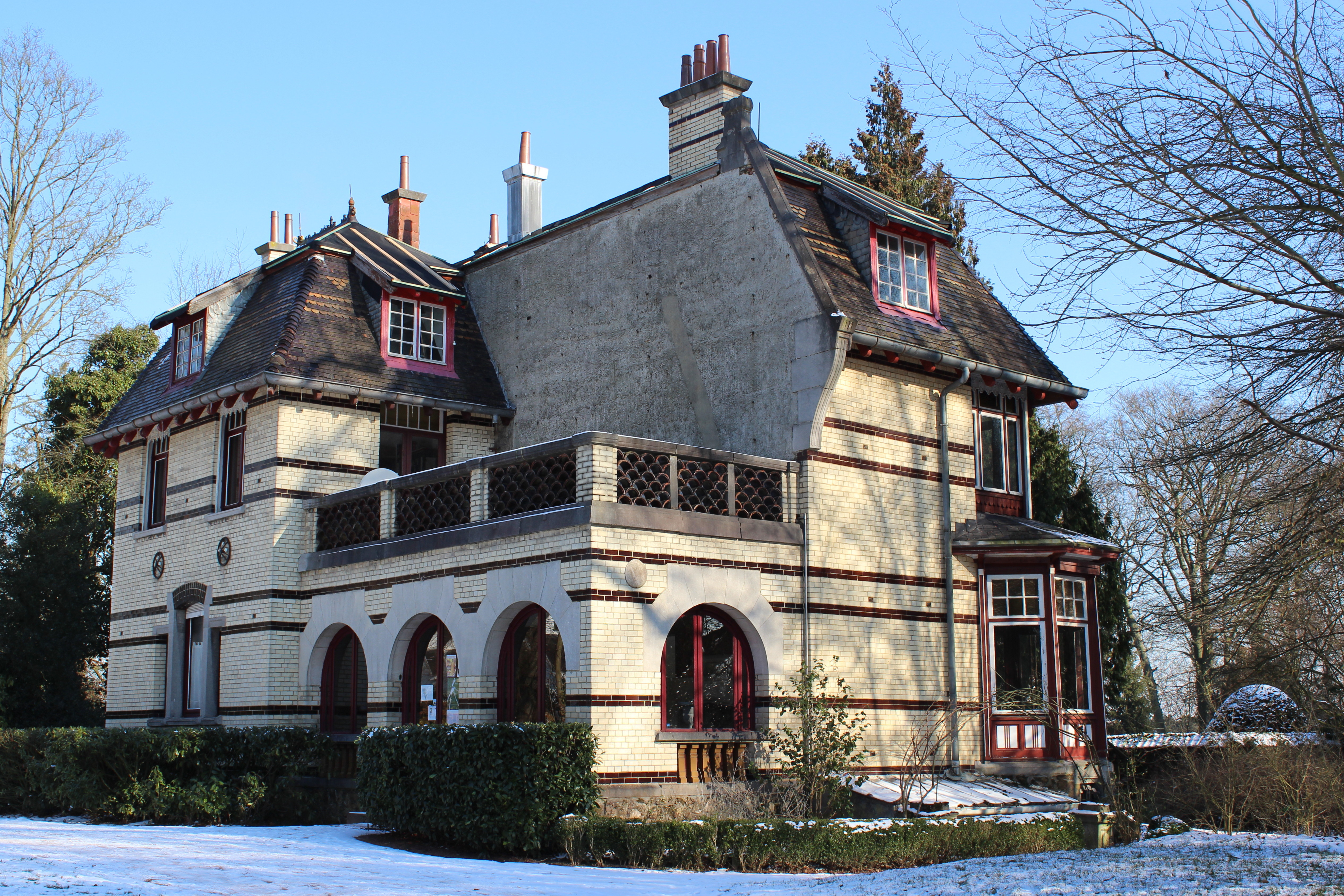
Parc Tournay-Solvay

- Parc du Gruyer
- Parc de la Héronnière
- Parc du Jagersveld
- Parc Leybeek
- Parc Ten Reuken
- Parc Tercoigne
- Parc Tournay-Solvay

## Woluwe-Saint-Lambert
- Jardin des plantes médicinales Paul Moens
- Parc de Roodebeek
- Parc Georges Henri
- Hof ter Musschen
- Parc du château Malou
- Place du Tomberg
- Place Verheyleweghen
- Parc des Sources
- Parc du Slot
- Parc Saint-Lambert
- Parc Neerveld

## Woluwe-Saint-Pierre

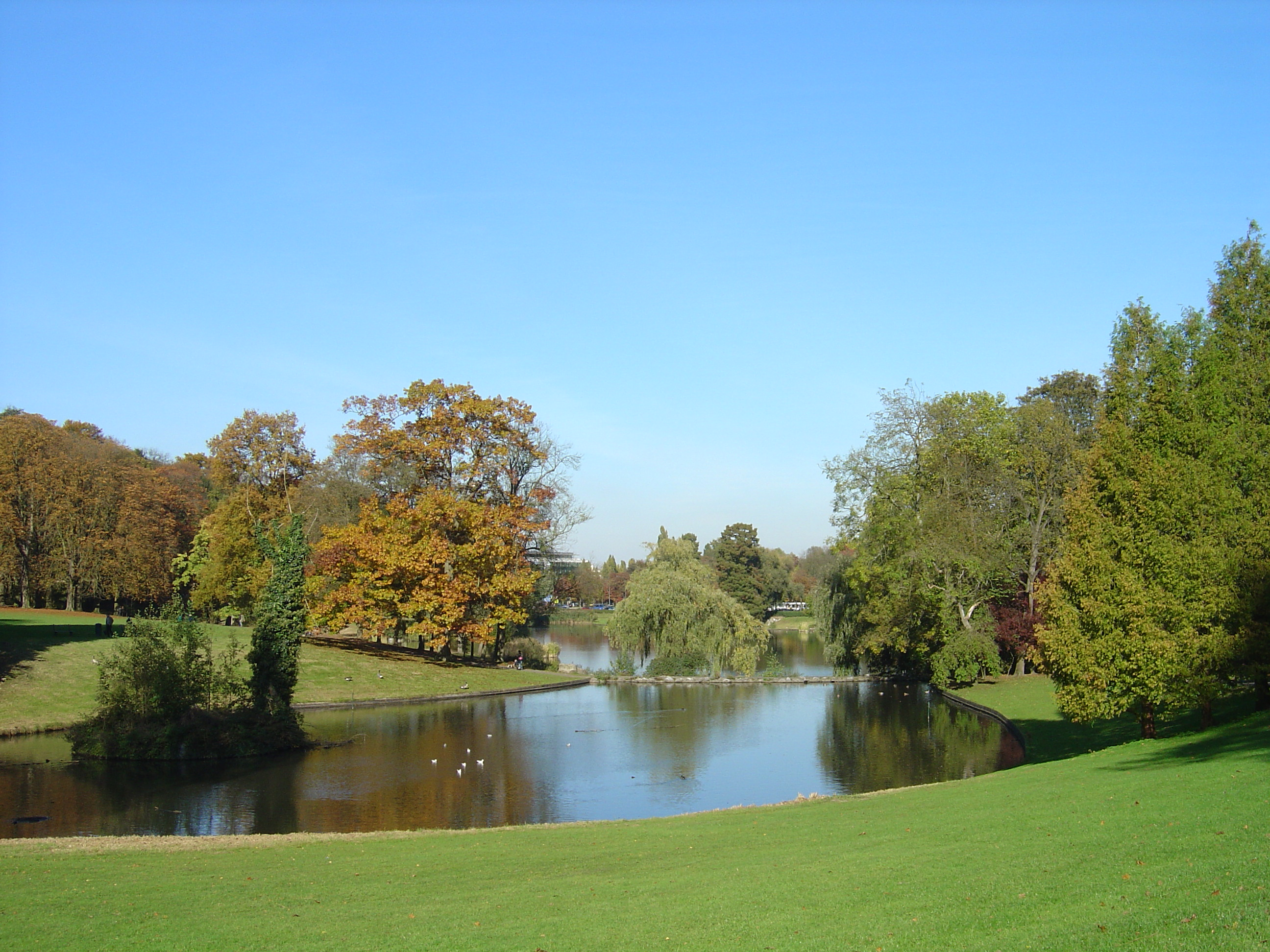
Parc de Woluwe

- Parc Crousse
- Parc des Étangs Mellaerts
- Parc Monsanto
- Parc Parmentier
- Parc de Woluwe